# Смит, Карим
Карл Карим Смит (англ. Carl Kareem Smith; род. 8 января 1985 года, Бостон, США) — американский и тринидадский футболист, защитник.

## Карьера
Свою карьеру начинал в американских командах низших лиг. Некоторое время выступал в тринидадском первенстве за «Юнайтед Петротрин» и «Сан-Хуан Джаблоти».
В 2007 году Смит играл в фарерском «КИ Клаксвике». В 2015 году вернулся в США. Параллельно футболист помогал тренировать команду бостонской старшей школы «Бивер Каунти Дэй Скул».

## Сборная
В 2002—2003 годах Карим Смит играл за юношескую сборную США. Однако в дальнейшем он перестал попадать в состав американских сборных. В 2003 году защитник принял тринидадское гражданство. В течение двух лет он выступал за молодёжную команду этой страны.
В 2008 году Смит провёл пять игр за сборную Тринидада и Тобаго.